# Jean Foucambert
Jean Foucambert est chercheur à l'Institut national de la recherche pédagogique (INRP), animateur de l'Association française pour la lecture (AFL) et inspecteur de l'Éducation nationale. Il est connu principalement pour ses théories en matière d'apprentissage de la lecture (notamment la méthode globale), lesquelles, bien que n'ayant jamais été réellement appliquées par les enseignants, ont connu une certaine vogue dans la France des années 1970 et 1980.

## Théories
Comme le linguiste Alain Bentolila, il est spécialiste de l'illettrisme. Il est considéré comme un acteur militant sur la lecture lors des grandes périodes de réformes pédagogiques comme celle des années 1960 et aussi celle de la loi d'orientation de 1989. Il est aussi membre du comité scientifique de l'Observatoire national de la lecture de 1996 à 2007.   
Il est connu des médias pour la promotion de l'apprentissage de la lecture par l'écrit soutenue par des études en psycholinguistique,. « Il s’agit alors de proposer une méthode de lecture qui permet d’accéder à l’écrit par le seul recours des yeux, sans passer par le détour de l’oralisation. ». 
Sa théorie scientifique sur la lecture, depuis la fin des années 1970, a ainsi suscité une polémique, conduite  par les partisans des techniques de lecture syllabique et strictement phonologique. Cette polémique a été amalgamée avec « la querelle des méthodes » entre les techniques traditionalistes (alphabétique, synthétique, déchiffrement, codage, phonétique) et les méthodes modernes naturelles comme celles mises en application par la méthode globale en pédagogie par Ovide Decroly et Amélie Hamaïde.
Les théories de Jean Foucambert ont été critiquées dès 1989 dans des synthèses ainsi que par l'Observatoire national de la lecture.

## Publications
- La Manière d'être lecteur - apprentissage de la lecture de la maternelle au CM2, O.C.D.L. - SERMAP (1976, 1re éd., 128 p.), Albin Michel, (1994, 2e éd., 174 p.)
- Lire - Une autre approche de la lecture, CNDP, Académie de Grenoble, CDDP Drôme, 1984
- avec Yvanne Chenouf, Question de lecture, Association française pour la lecture, Retz, 1989, 159 p.
- École de Jules Ferry, un mythe qui a la vie dure[9], Retz (1991, 1re éd., 141 p.), AFL (2004, 2e éd., 159 p.) 
  - Escola De Jules Ferry, A - Um Mito Que Perdura, UFPR, Portugal, 2009
- L'Enfant, le maître et le lecteur, Nathan (Pédagogie), 1994